# 猫不闻饺子
猫不闻饺子創立於1996年，是中國天津的著名小吃，是一家以模仿狗不理的名称创建的品牌。
猫不闻饺子最初由天津猫不闻大酒楼制作，馅有猪肉白菜、猪肉韭菜、猪肉茴香、猪肉芹菜四种，主要作为速冻食品销售。猫不闻饺子于1997年被中国烹饪协会认定为《中华名小吃》。